# ワンダフル (洗剤)
ワンダフルは1951年から発売されている、花王グループ（現在の販売会社は花王プロフェッショナル・サービス）の洗剤である。
現在のラインナップは業務用食器用洗剤だが、発売から1987年までは洗濯用洗剤もあった。

## 歴史
1951年に発売された日本初の弱アルカリ性洗濯用合成洗剤「花王粉せんたく」を1953年に改称して初登場。名称は消費者の一般公募で選ばれ、その結果として「素晴らしい」洗浄力の意味を込めた「ワンダフル」となった。1960年代までは同社の洗濯用洗剤を代表する商品であったが、同社からザブやニュービーズと言った新製品が出ると次第に存在が薄くなり、それらと比べると売り上げが低迷したとされ、1980年代後半に販売を終了した。1958年には同社初の台所用洗剤となる「ワンダフルK」が発売。1976年頃までは食器洗い洗剤（dishwashing liquid）と衣類用洗剤（laundry detergent）が併売されていたが、最後は衣類用のみ発売されていた。1980年には「汚れを分解・漂白する」がキャッチフレーズで発売された。
家庭用ワンダフル販売終了後、「ワンダフル」の商標は業務用食器用洗剤の商品名となっている。また、同社のペット用品として「ワンだふる」も存在する。
衣類用洗剤は、発売当初から綿、麻、化学繊維用であった。食器用洗剤は、発売当初から野菜、果物、食器、調理用具用であった。

## 沿革
- 1951年、前身となる「花王粉せんたく」発売。日本初の弱アルカリ性洗濯用合成洗剤で、高級アルコール系。無りん、無蛍光。標準使用量は150g/30Lとかなり多かった。
- 1953年1月、「ワンダフル」として発売。標準使用量は75g/30L（花王粉せんたくの半分）に変更された。また同時に台所用・住居用にも適用拡大された。
- 1957年、「ブルーワンダフル」発売。日本初の青色蛍光剤配合衣料用洗剤[1]。
- 1958年、食器洗い洗剤「ワンダフルK」発売。粉末と液体の2ラインナップ。
- 1966年、ソフト化洗剤「ニューワンダフル」発売。
- 1966年、「ワンダフルK」改良。
- 1970年、「ホワイトワンダフル」発売[2]。
- 1975年、標準使用量:40g/30Lから25g/30Lと、体積で半分にした小型化洗剤「新ホワイトワンダフル」発売。但し、当時は洗剤を計量する習慣が少なく、消費者から敬遠されるようになり数年で発売停止となった。
- 1977年、「低温パワー ワンダフル」発売[3]。
- 1979年7月、「低温パワー ワンダフル」強化改良。
- 1980年11月、商品名を「ワンダフル」に戻し、酸素系漂白剤を配合[4]。
- 1982年2月、「ワンダフル」改良、このシリーズで初の無リン化[5]。酵素配合。
- 1984年3月、「SOFT ワンダフル」発売[6]。柔軟成分配合。
- 1985年10月、再び、商品名を「ワンダフル」に戻した。「強力洗浄、すすぎ4分」がセールスポイントだった。
- 1986年9月、「沖縄向けワンダフル」改良（黄ばみ防止剤配合）。
- 1987年、衣類用洗剤（全国向け）を発売終了した。

## 歴代ラインナップ

### 終了
- ワンダフル（花王粉せんたく）
- ワンダフルK
- ブルーワンダフル
- ニューワンダフル
- ホワイトワンダフル
- 新ホワイトワンダフル
- 冷たい水にも強い ワンダフル
- 汚れを分解・漂白する ワンダフル
- SOFTワンダフル
- ワンダフルブルー
- ワンダフルネット

### 現行
- ワンダフル
- ワンダフルコンク

## 配合成分
- 界面活性剤

### 衣類用
- ABS - 花王粉せんたく 〜 ブルーワンダフルまで。
- LAS - ニューワンダフル 〜 終売まで。
- 高級アルコール系活性剤
- リン酸塩
- アルミノけい酸塩 - 無リン洗剤時代。
- 漂白剤 - 一時期のみ。
- 酵素 - 一時期のみ。
- 蛍光増白剤

### 食器用
- 安定化剤

## 広告

### TVCM出演者
- ジェリー藤尾と渡辺友子（1980年–1982年）
- 泉ピン子（1983年）
- 高田純次（SOFTワンダフル、1984年–1985年）

### 提供番組
- レ・ガールズ (テレビ番組)